# 偉大的咻啦啦砰
《偉大的咻啦啦砰》是日本作家萬城目學的小說，於2010年到2011年間於日本雜誌《小說昂》中連載，其後出書並改編為漫畫和電影。
本書為日本雜誌《達文西》2011年「Book of The Year」第9名，並於2012年入圍第9回書店大獎。

## 故事簡介
在琵琶湖畔的石走市住著兩大家族——日出家與棗家，藉由琵琶湖賜予的力量，日出家獲得強大財力，棗家獲取高強武藝，卻因此成為死對頭。

## 登場人物

### 日出家
日出涼介
主角、高中生、管樂社成員。接受本家資助高中學費和生活費。淡十郎的跟班。
日出淡十郎
家族繼承人。身材肥胖，若有人當面說他胖便以激烈手段報復。喜歡製陶和畫畫，因看到速瀨的畫而喜歡上她。
日出清子
淡十郎的姊姊、繭居族。常騎馬在石走城內活動。擁有讀取別人心思的能力。
藤宮濤子
原為日出一族，已婚，因丈夫派至外地而被淡九郎找回本家幫忙。有花粉症。擔任涼介的師父。因跑步的樣子而被大家稱作「趴躂子」。
日出淡九郎
淡十郎的父親、現任當家。對兒子的學校生活不太關心。
日出幸惠
淡十郎的母親。喜歡韓劇。
日出浩介
涼介的哥哥、魔術師。
日出洋介
涼介的父親。
師父
年過90，六十年來獨自一人擔起師父的重任。
日出淡八郎
淡十郎的祖父、前任當家。已過世。
源治郎
通稱「源爺」，服侍日出家，負責划船接送客人等職務。

### 棗家
棗廣海
棗家長子。身材高瘦，很有女人緣。
棗永海
廣海的父親。開設道場。
棗潮音
廣海的妹妹、國三生。

### 石走高中
速瀨義治
校長、石走藩藩主的後裔。
速瀨
校長的女兒、美術社成員。喜歡棗廣海。
倉知
速瀨的情敵。國中時當過讀者模特兒。
葛西
不良少年。

## 書籍
- 小說
  - 2011年4月26日出版單行本，2013年12月13日出版文庫本
  - 2012年2月29日由皇冠文化發行中文版，涂愫芸譯
- 漫畫
  - 萬城目學原作，關口太郎作畫，集英社發行，全4集
  - 尖端出版發行台灣中文版，晴海譯

## 電影
2014年3月8日於日本上映。2014年4月將於金馬奇幻影展中播出，並於同年5月9日在台灣正式上映，天馬行空數位發行。

### 演員
- 日出淡十郎：濱田岳(日本)：馬伯強(台灣配音)
- 日出涼介：岡田將生(日本)：李世揚(台灣配音)
- 日出清子：深田恭子
- 棗廣海：渡邊大
- 藤宮濤子：貫地谷栞(日本)：馮友薇(台灣配音)
- 日出淡九郎：左野史郎
- 棗永海：高田延彥
- 日出洋介：田口浩正
- 速水沙月：大野絲
- 棗潮音：柏木ひなた(私立惠比壽中學)
- 葛西：小柳友
- 日出淡八郎：津川雅彥
- 源治郎：笹野高史
- 速水義治：村上弘明
- 棗的母親：森若香織(日本)：馮友薇(台灣配音)
- 行人：濱村淳

### 製作人員
- 原作：萬城目學
- 導演：水落豐
- 腳本：藤木光彥
- 企劃：山田雅子
- 音樂：瀨川英史
- 主題曲：桃色幸運草Z《堂堂和平宣言》（堂々平和宣言）
- 發行：東映、Asmik Ace

## 外部連結
- 皇冠小說介紹 （页面存档备份，存于）（中文）
- 集英社小說官網 （页面存档备份，存于）（日語）
- 漫畫官網（日語）
- 電影官網（日語）
- 電影台灣中文預告片 （页面存档备份，存于）